# Balclutha flavescens
Balclutha flavescens är en insektsart som beskrevs av Baker 1903. Balclutha flavescens ingår i släktet Balclutha och familjen dvärgstritar. Inga underarter finns listade i Catalogue of Life.